# Maria Miśkiewicz
Maria Karina Miśkiewicz (ur. 1933 w Warszawie) – polska archeolog, profesor dr hab.

## Życiorys
Studiowała na Uniwersytecie Warszawskim; pracowała  w Państwowym Muzeum Archeologicznym, w Instytucie Archeologii Uniwersytetu Warszawskiego, a wreszcie na Uniwersytecie Kardynała Stefana Wyszyńskiego, gdzie reaktywowała zamierającą Sekcję Archeologii Chrześcijańskiej na Wydziale Nauk Historycznych i Społecznych. Specjalizuje się w archeologii wczesnego średniowiecza, ze szczególnym uwzględnieniem Mazowsza i Podlasia.
Prowadziła wykopaliska m.in. na cmentarzyskach wczesnośredniowiecznych w Wiślicy, Złotej Pińczowskiej i Jaksicach, a także kompleksu osadniczego w Niewiadomej.
Odznaczona Krzyżem Kawalerskim Orderu Odrodzenia Polski (2011).

## Publikacje
- Mazowsze wschodnie we wczesnym średniowieczu (1981)
- Mazowsze płockie we wczesnym średniowieczu (1982)
- Wczesnośredniowieczny kompleks osadniczy w Niewiadomej w województwie siedleckim (1996)
- Zarys kultury i archeologii Europy w okresie wczesnego średniowiecza (2002)
- Wczesnośredniowieczni sąsiedzi Słowian (2005)
- Europa wczesnego średniowiecza V-XIII wiek (2008)
- Życie codzienne mieszkańców ziem polskich we wczesnym średniowieczu (2010)